# Niclas Herbst
Niclas Herbst (ur. 28 lutego 1973 w Ratzeburgu) – niemiecki polityk i samorządowiec, poseł do landtagu Szlezwika-Holsztynu, poseł do Parlamentu Europejskiego IX i X kadencji.

## Życiorys
W 1992 zdał egzamin maturalny, następnie do 1994 odbywał służbę wojskową. W 2000 ukończył nauki polityczne na Uniwersytecie Chrystiana Albrechta w Kilonii. Dołączył do chadeckiej młodzieżówki Junge Union, od 1994 zasiadał w jej władzach na poziomie kraju związkowego. W 2000 dołączył do władz krajowych Unii Chrześcijańsko-Demokratycznej, został też zatrudniony jako doradca do spraw polityki gospodarczej przy frakcji poselskiej CDU w landtagu. Od 2008 był dyrektorem prowadzonej przez partyjną fundację akademii politycznej Hermann Ehlers Akademie.
W latach 1999–2003 zasiadał w radzie powiatu Herzogtum Lauenburg. W 2005 został posłem do landtagu Szlezwika-Holsztynu, mandat deputowanego wykonywał do 2012. W 2009 i 2014 bez powodzenia kandydował do Europarlamentu. W 2018, gdy z ubiegania się o reelekcję zrezygnował Reimer Böge, został w swoim kraju związkowym głównym kandydatem CDU do Parlamentu Europejskiego w wyborach w 2019. W wyniku tych wyborów uzyskał mandat eurodeputowanego IX kadencji. Z powodzeniem ubiegał się o poselską reelekcję w 2024.